# 榎 (楢型駆逐艦)
|                  | |
| 艦歴             | |
| 計画             | 1917年度 |
| 起工             | 1917年10月1日 |
| 進水             | 1918年3月5日 |
| 就役             | 1918年4月30日 |
| その後           | 1930年6月1日掃海艇編入、第十掃海艇（二代）と改名 1936年4月1日雑役船編入、船名を「麗女」と称す（非公式名） 1940年4月1日廃駆逐艦第21号と仮称 除籍後、船体は呉海軍工廠魚雷実験部防波堤となる |
| 除籍             | 1940年 |
| 廃船             | 1940年 |
| 性能諸元（計画） | |
| 排水量           | 基準：770トン 常備：850トン |
| 全長             | 全長：290 ft 0 in (88.39 m) 垂線間長：275 ft 0 in (83.82 m) |
| 全幅             | 25 ft 4 in (7.72 m) |
| 吃水             | 7 ft 10 in (2.39 m) |
| 機関             | 推進：2軸 x 730rpm 主機：ブラウン・カーチス式単式直結タービン 2基 出力：17,500馬力 ボイラー：ロ号艦本式缶 重油専焼2基、石炭重油混焼2基                                                    |
| 速力             | 31.5ノット |
| 燃料             | 重油212トン、石炭98トン |
| 航続距離         | 3,000カイリ / 14ノット |
| 乗員             | 竣工時定員 112名 |
| 兵装             | 45口径三年式12cm単装砲3門 三年式機砲(6.5mm機銃) 2挺 45cm3連装魚雷発射管2基6門 |
| 搭載艇           | 4隻 |

榎（えのき）は、大日本帝国海軍の駆逐艦で、楢型駆逐艦の6番艦である。同名艦に橘型駆逐艦の「榎」があるため、こちらは「榎 (初代)」や「榎I」などと表記される。

## 艦歴
1917年（大正6年）10月1日、舞鶴海軍工廠で起工。1918年（大正7年）3月5日午後3時進水。同年4月29日竣工。
1925年（大正14年）5月、北但馬地震の救援活動のため舞鶴港から急派、兵庫県津居山港沖合に碇泊。100人の陸戦隊が上陸して城崎町に向かった。
1930年（昭和5年）6月1日、掃海艇に転籍、第十号掃海艇（二代）となる。1936年（昭和11年）4月1日、雑役船編入、船名を「麗女」（うるめ）と称す（非公式名）。1940年（昭和15年）除籍。同年4月1日廃駆逐艦第21号と仮称。その後、船体は呉海軍工廠魚雷実験部防波堤となる。

## 艦長
※『日本海軍史』第9巻・第10巻の「将官履歴」及び『官報』に基づく。
艤装員長
- 山本松四 少佐：1917年12月1日[10] - 1918年3月20日[11]
- （兼）山本松四 少佐：1918年3月20日[11] -

駆逐艦長
- 山本松四 少佐：1918年3月20日[11] - 9月10日[12]
- 大久保義雄 大尉：1918年9月10日[13] -
- 千谷定衛 少佐：1918年12月1日 - 1920年11月20日
- 西川速水 少佐：1920年12月1日[14] - 1921年7月1日[15]
- 石井先知 少佐：1921年7月1日[15] - 12月1日[16]
- 次木亀作 少佐：1921年12月1日[16] - 1922年6月15日[17]
- 鈴木幸三 少佐：1922年6月15日 - 1923年1月20日
- 保村禎一 少佐：1923年1月20日[18] - 1924年2月5日[19]
- （心得）村瀬頼治 大尉：1924年2月5日[19] - 不詳
- 村瀬頼治 少佐：不詳 - 1924年12月1日[20]
- 津田源助 少佐：1924年12月1日[20] - 1926年2月1日[21]
- 藤田類太郎 少佐：1926年2月1日 - 1926年11月1日
- 山口常太郎 少佐：1926年11月1日[22] - 1928年12月10日[23]
- （兼）樋口通達 中佐：1928年12月10日[23] - 1929年7月20日[24]
- （兼）西岡茂泰 少佐：1929年7月20日 - 1929年11月1日
- 小沢三良 少佐：1929年11月1日[25] - 1930年6月1日[26]

掃海艇長
- 小沢三良 少佐：1930年6月1日[26] - 1930年12月1日[27]
- 野口照隆 大尉：1930年12月1日[27] - 1932年2月1日[28]
- （兼）有田貢 少佐：1932年2月1日[28] - 1932年4月1日[29]